# 复兴水库 (阿荣旗)
复兴水库是中国内蒙古自治区呼伦贝尔市阿荣旗境内的一座水库，位于大索尔奇河上，建于1984年。水库正常库容为989万立方米，集雨面积为210平方千米，海拔为293.3米。